# Han Xiangzi

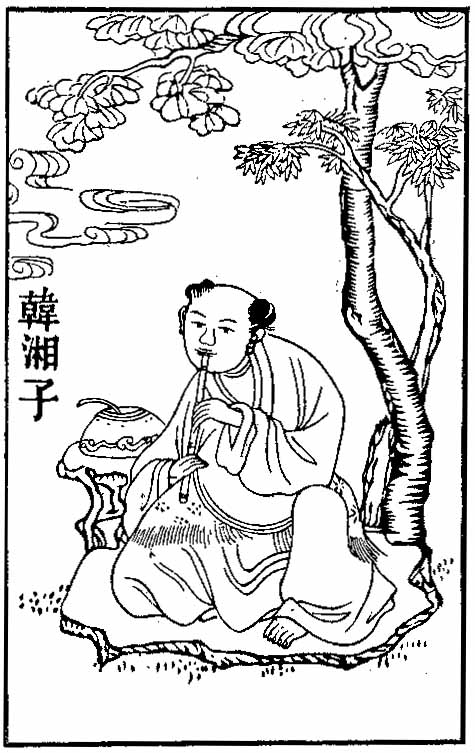
Han Xiangzi.

Han Xiangzi (chino simplificado: 韩湘子, chino tradicional: 韓湘子, pinyin: Hán Xiāng Zǐ, Wade-Giles: Han Hsiang Tzu, el filósofo Han Xiang) es una deidad taoísta perteneciente al grupo de los ocho inmortales según la mitología china. También se le conoce como El Sabio Puro (清夫, Qīngfū). Es el santo patrón de la música y tiene el poder de lograr que las plantas crezcan y florezcan inmediatamente al son de la música de su flauta.

## Vida de Han Xiang
Han Xiang nació durante la dinastía Tang y era sobrino del escritor y estadista Han Yu. En principio se comportaba de manera irresponsable, vagabundeando con Lü Dongbin, otro de los ocho inmortales. Una vez, éste le pidió que subiera a un melocotonero para bajarle uno de sus frutos. Al ir a descender del árbol junto con el melocotón, cayó al suelo y murió, siendo así liberado de su cuerpo físico y transformándose en inmortal.

## Su relación con Han Yu
Han Xiang comenzó a estudiar el Tao junto con Lü Dongbin y acudió a visitar a su tío, a quien trató de persuadir para que abandonara sus cargos públicos. Han Yu replicó que era Han Xiang el que debía abandonar el taoísmo y dedicarse a estudiar, pero éste le replicó que ambos tenían diferentes ideas sobre el estudio y compuso un poema en el que hablaba sobre su vida entre las montañas y sobre cómo era capaz de hacer todo tipo de hechos maravillosos. Han Yu no le creyó pero Han Xiang le demostró el poder del Tao sirviendo copas y copas de vino de su calabaza sin que el contenido de ésta se acabara, al tiempo que sobre un montón de tierra cercano aparecía un racimo de flores azules. En medio de ellas había escritos unos versos que decían "perdido en las lejanas montañas, no puedo encontrar el camino; la nieve cubre el Paso de Lan y mi caballo no puede hacer nada más". Han Yu no entendió su significado y su sobrino le dijo que algún día esas palabras se harían realidad.
No mucho tiempo después, Han Yu fue desterrado como castigo por su violenta protesta contra el emperador por los honores dispensados por éste a un hueso de Buda. Mientras estaba en camino, se vio envuelto en una violenta tormenta y se le apareció Han Xiang, quien le preguntó si recordaba los versos que habían aparecido entre las flores. Entonces le contó que aquel lugar se llamaba Paso de Lan. Han Yu quedó asombrado y, basándose en los dos versos, compuso uno de sus poemas. A la mañana siguiente, Han Yu partió y su sobrino le dio una calabaza llena de medicina para su viaje, asegurándole que pronto estaría de vuelta y recuperaría su antiguo cargo. 
Los escritores y pintores taoístas ponen de manifiesto la relación entre los dos personajes para acercarse al confucianismo, por lo que no es raro que Han Yu aparezca junto a los ocho inmortales portando un rollo en el que está escrita su protesta contra el emperador.

## Iconografía de Han Xiang
Han Xiangzi es representado con su flauta, que simboliza la armonía, y a veces con unas castañuelas y un pequeño horno o crisol como símbolo de su nivel como alquimista. También puede aparecer con un tupido gorro y una falda de piel de ciervo. Junto a él suele aparecer el melocotonero desde el que al caer logró la inmortalidad.